# Cassa integrazione guadagni
La Cassa integrazione guadagni (CIG) est une institution italienne dont le but est de soutenir financièrement des salariés mis au chômage technique. Elle fut créée par décret peu après la fin de la Seconde Guerre mondiale.